# サンティルピズ
サンティルピズ （Saint-Ilpize）は、フランス、オーヴェルニュ＝ローヌ＝アルプ地域圏、オート＝ロワール県のコミューン。

## 地理
コミューンはアリエ川上流の谷に位置し、ブリヴァドワ地方の中心である。

## 歴史
コミューンの名は、3世紀にジェヴォーダンで生きた隠者、聖イルピド（Saint Ilpide）に由来するようである。
サンティルピズの城はかつてオーヴェルニュのドーファン（dauphins d'Auvergne）が代々世襲した。
中世、この城は重要な代官区であった。サンティルピズはオーヴェルニュに13ある都市の1つであった。1424年、領主権を持つブランシュ・ドーファンはジャン・ド・レスピナスの妻であった。1480年に資産はアンボワーズ家に移り、16世紀にはロシュフコー＝ランジャック家に移った。
- 特許状によりルイ11世は1467年4月に、サンティルピズにおいて市場を開くこと、年3度の定期市を開くことを認可した[2]。
- フランス革命後の国民公会時代（1792年から1795年）、コミューンはロック＝リーブル（Roc-Libre）と改名させられていた[3]。
- 1822年、人口およそ2600人がいたサンティルピズはブリウド郡第2のコミューンであった。
- 1845年、アリエ川を挟んで対岸に新しいコミューン、ヴィルヌーヴ＝ダリエが誕生するにあたり、サンティルピズは土地を割譲した[3]。

## 人口統計
| 1962年 | 1968年 | 1975年 | 1982年 | 1990年 | 1999年 | 2006年 | 2012年 |
| ------ | ------ | ------ | ------ | ------ | ------ | ------ | ------ |
| 259    | 209    | 183    | 188    | 207    | 205    | 186    | 185    |

source=1999年までLdh/EHESS/Cassini、2004年以降INSEE

## 史跡
- 岩の露頭にたつ14世紀の城と礼拝堂[7]
- サント・マドレーヌ教会[8] - 14世紀から15世紀
- クロワ礼拝堂 - 11世紀から12世紀
- つり橋 - 1879年。フェルディナン・アルノダン設計。

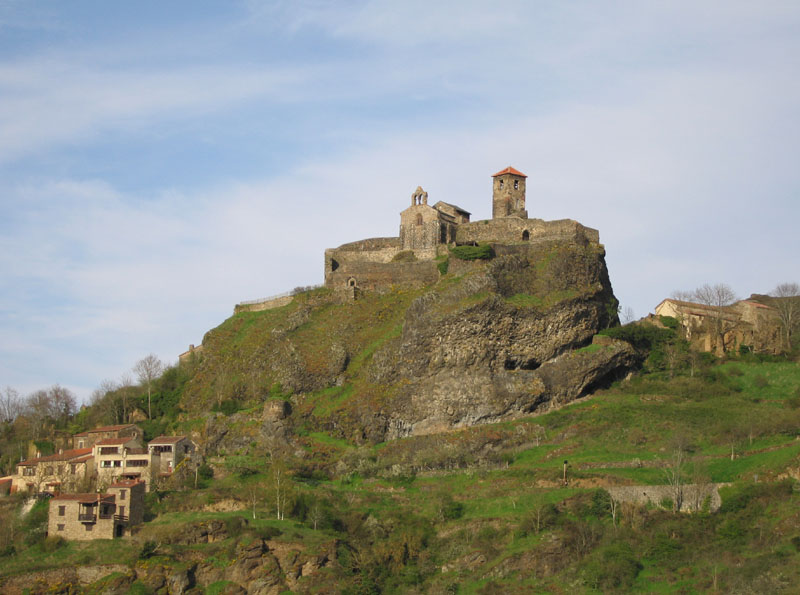
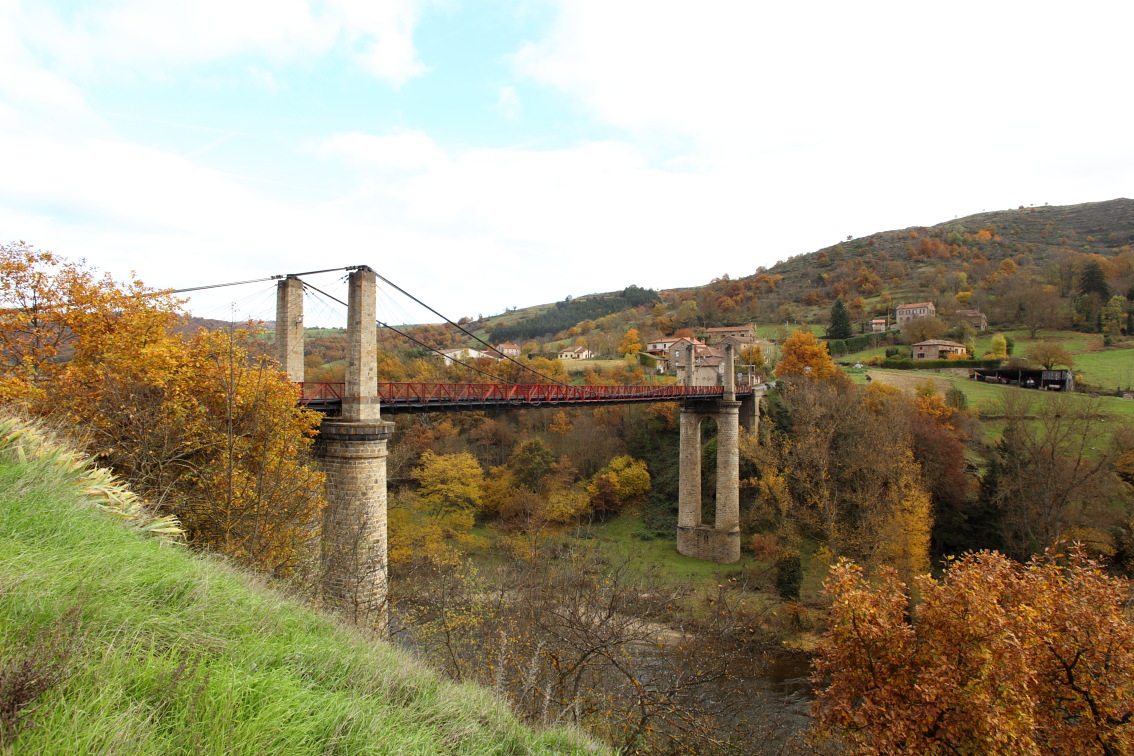